# Saiote

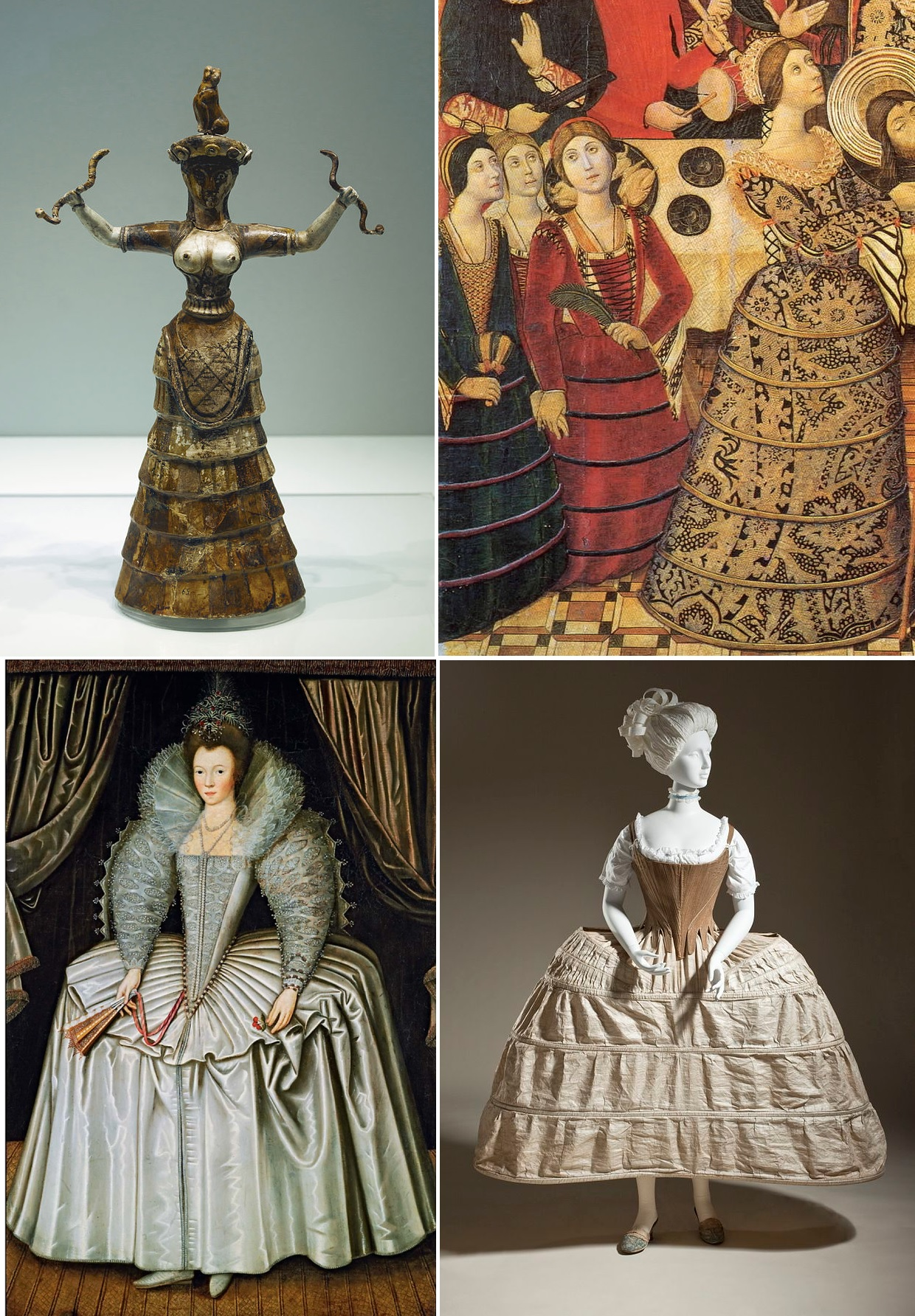
- Acima: estatueta minoica, 1600 a.C. vertugado espanhol, 1470.
- Abaixo: vertugado francês, 1600. panier ou guardainfante, 1750-80.

Um saiote, ou saia de armação ou ainda saia de aros é uma espécie de roupa íntima feminina usada em vários períodos diferentes com o intuito de sustentar a saia em uma forma desejada.
Ele se originou como um mecanismo de tamanho modesto para segurar as saias mantendo-as longe das pernas, para manter um ar mais fresco em climas quentes e também para evitar tropeçar na própria saia durante as atividades diárias. Os saiotes foram então adotados como um item de moda, e o tamanho e a escala dos saiotes aumentaram na grandeza, especialmente durante a transição de meados do século XIX, de 1850 a 1860. À medida que a sociedade do consumismo evoluía, os papéis entre homens e mulheres mudaram, assim como suas roupas. As vestimentas masculinas foram se adaptando durante o século XIX, já os trajes femininos da época deixavam as mulheres praticamente imobilizadas devido à grande quantidade de anáguas necessárias para se adequar ao estilo da época. Quando a crinolina circular foi patenteada em 1856, não foi apenas uma revelação tecnológica, mas também dar conveniência para as mulheres. Na década de 1870, a gaiola da crinolina transferiu-se para a parte traseira das roupas íntimas da mulher. Isso é conhecido atualmente como anquinha.
Os saiotes geralmente consistem em uma anágua de tecido costurada projetados para atuar como invólucros para materiais de reforço, como corda, vime, osso de baleia, aço ou, a partir de meados do século XX, náilon.
Os saiotes são chamadas por vários nomes em diferentes períodos históricos:
- Vertugado (século XVI)
- Guardainfante (século XVII)
- Panier (século XVIII)
- Crinolina (meados do século XIX)
- Anquinha (final do século XIX)

Saiotes de aro leves, geralmente com aros de náilon, são usadas hoje sob vestidos de noiva com saia completa. Às vezes, eles podem ser vistos no cenário da moda gótica. Os saiotes são essenciais na reprodução de figurinos na história viva, especialmente na reconstituição da Guerra Civil Americana.

## Origens
- Arnold, Janet : Patterns of Fashion: o corte e a construção de roupas para homens e mulheres 1560-1620, Macmillan 1985. Edição revisada de 1986.ISBN 0-89676-083-9ISBN 0-89676-083-9
- Arnold, Janet: Patterns of Fashion 1 (corte e construção de roupas femininas, 1660-1860), Wace 1964, Macmillan 1972. Edição métrica revisada, Drama Books 1977.ISBN 0-89676-026-XISBN 0-89676-026-X .
- Arnold, Janet: Patterns of Fashion 2: vestidos de mulheres inglesas e sua construção c. 1860-1940, Wace 1966, Macmillan 1972. Edição métrica revisada, Drama Books 1977.ISBN 0-89676-027-8ISBN 0-89676-027-8
- Arnold, Janet: Queen Elizabeth's Wardrobe Unlock'd, WS Maney and Son Ltd, Leeds 1988.ISBN 0-901286-20-6ISBN 0-901286-20-6
- Fogg, Marnie: Fashion: The Whole Story, 2013, Prestel, New York, New York,ISBN 978-3-7913-4761-5 .